# Armaghan
L'Armaghan, en arménien Արմաղան լեռ, aussi appelé Armaghan Lerr, Gora Agmagan, Gora Armagan, Gora Mag-Magan, est un volcan éteint d'Arménie culminant à 2 829 ou 2 844 mètres d'altitude à l'est du massif de Gegham, dans le marz de Gegharkunik.

## Géographie
Le cratère du volcan abrite un lac formé à partir de la fonte des neiges. Du sommet, il est possible d'apercevoir le mont Ararat, situé en Turquie. Dans les environs de l'Armaghan se trouve le lac Sevan. Les villages les plus proches sont Madina et Lernakert. La ville de Martouni se trouve à une vingtaine de kilomètres au nord.

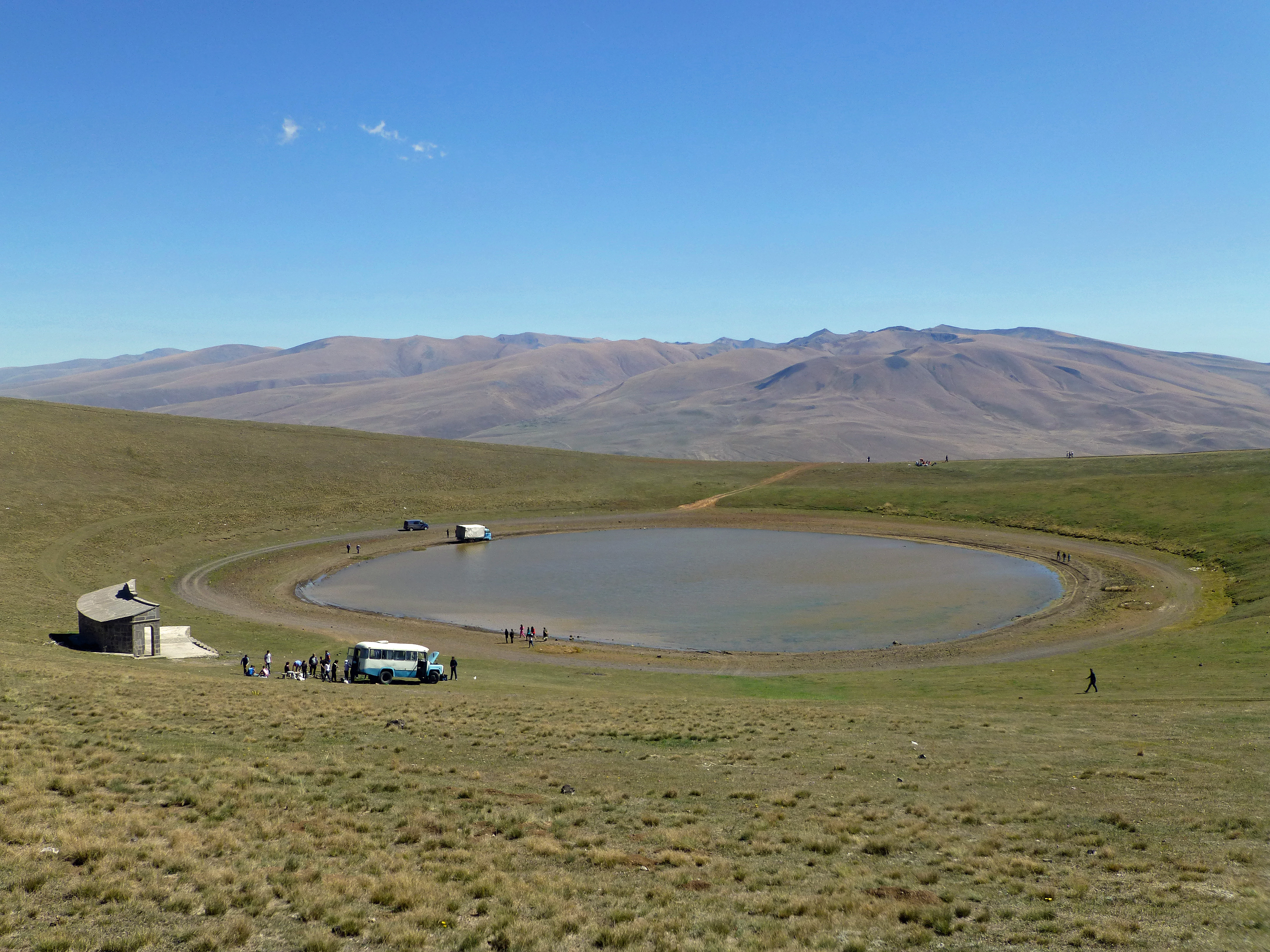
Lac de cratère
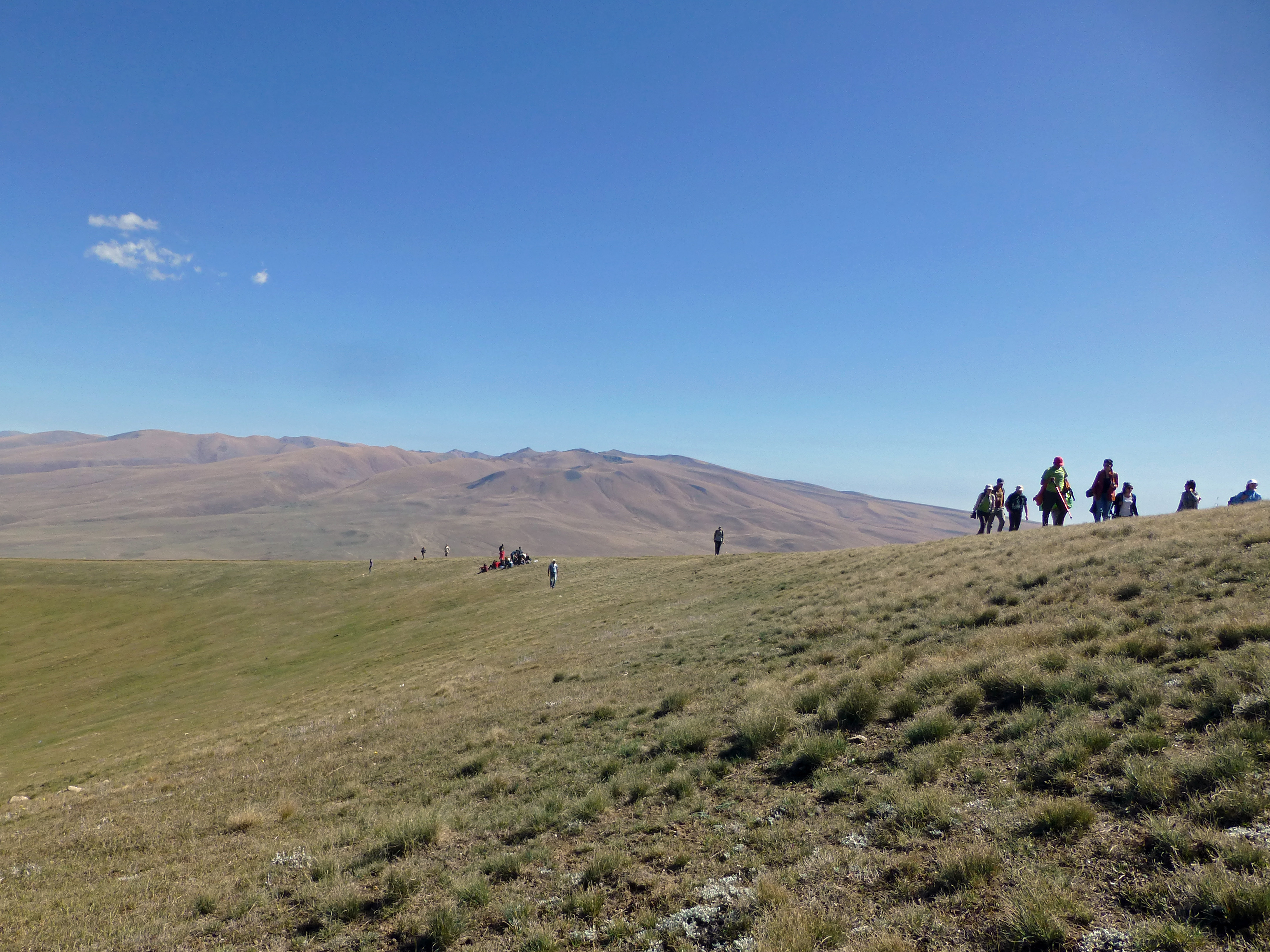
Ascension de l'Armaghan
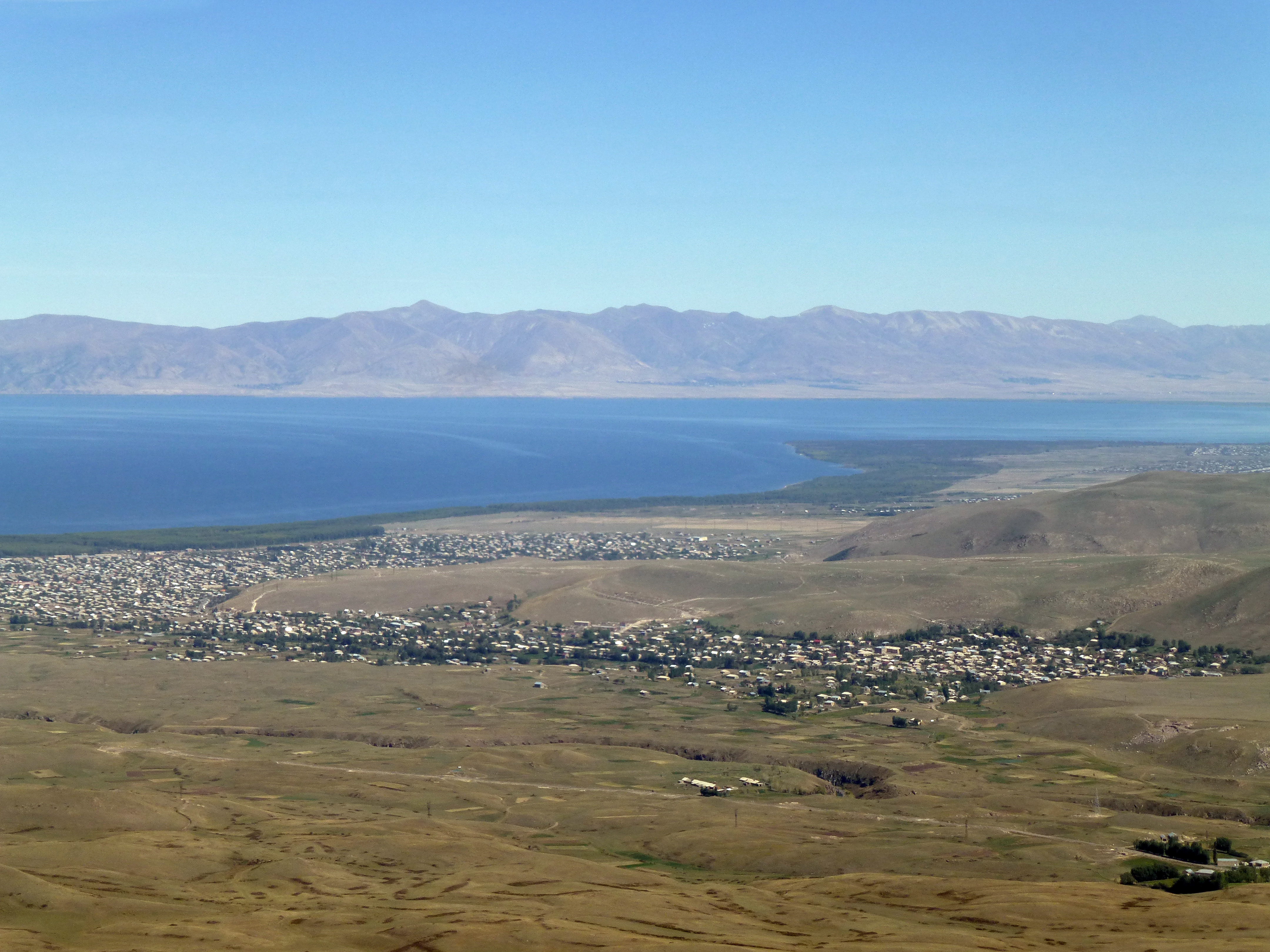
Vue sur le lac Sevan
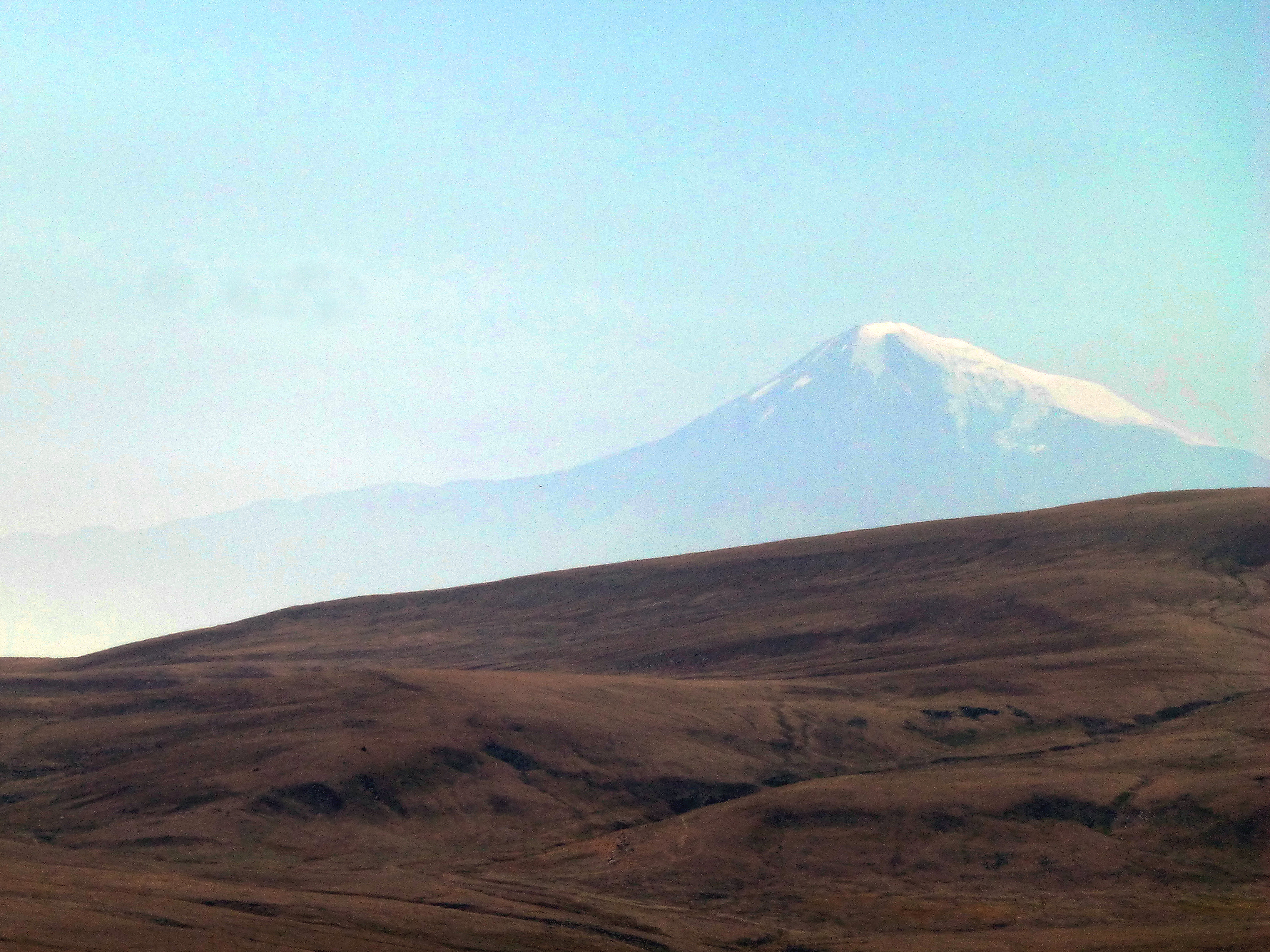
Vue sur le mont Ararat

## Patrimoine
L'Armaghan est surmonté d'une petite chapelle en basalte et d'un khatchkar, sculpté sur une face de la silhouette de l'Armaghan, de l'autre de celle de l'Ararat.

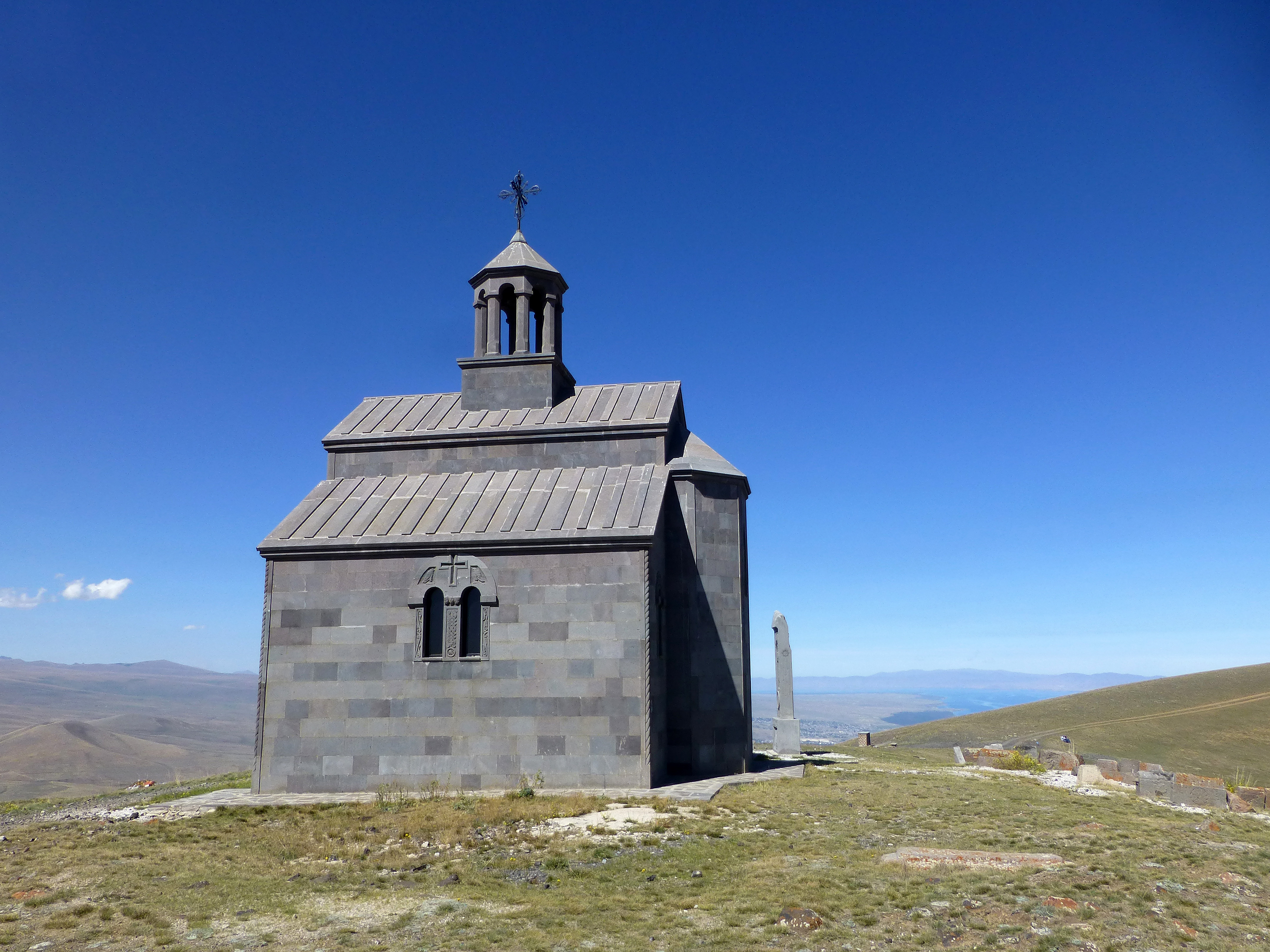
Chapelle
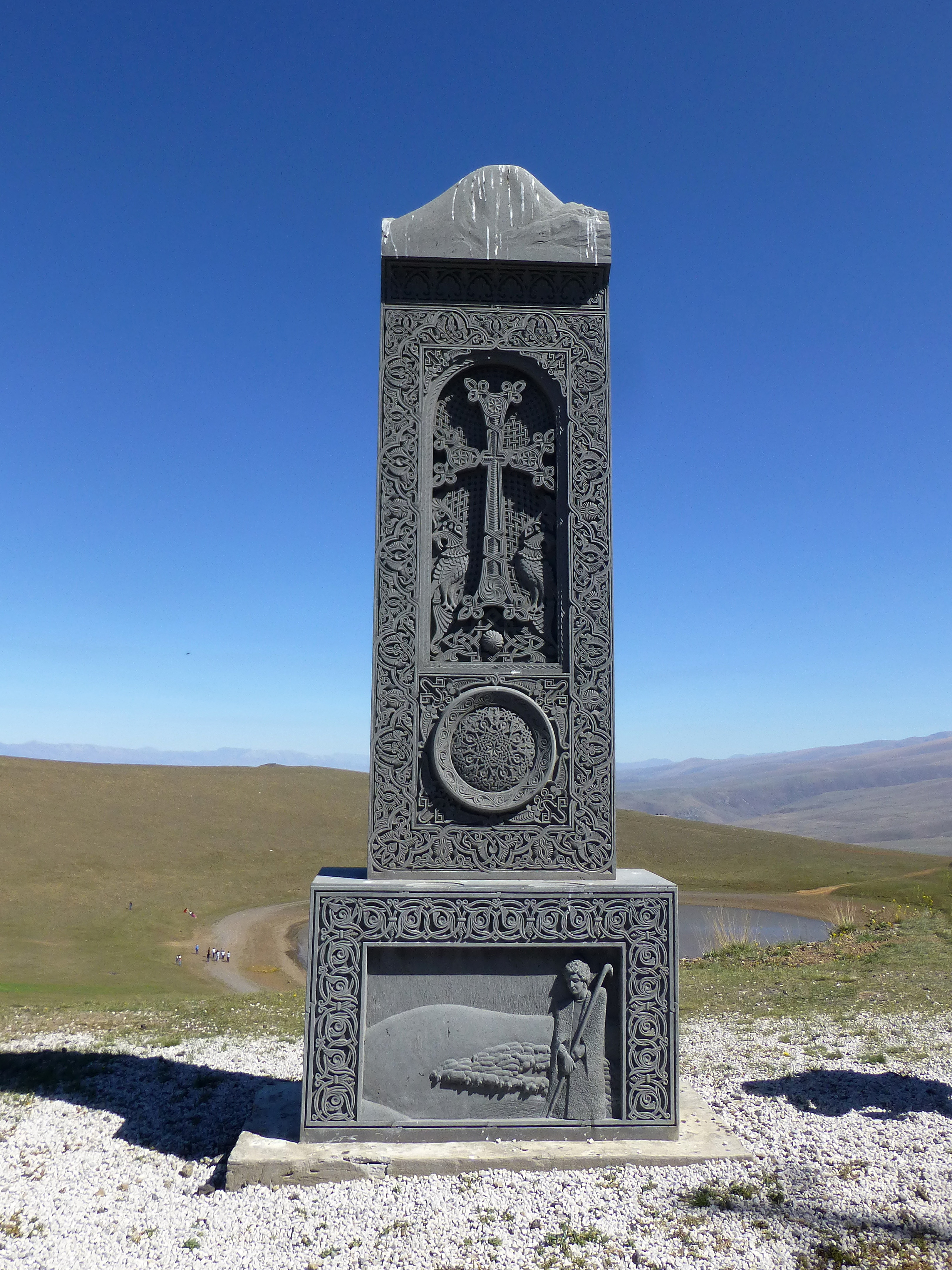
Khatchkar sculpté
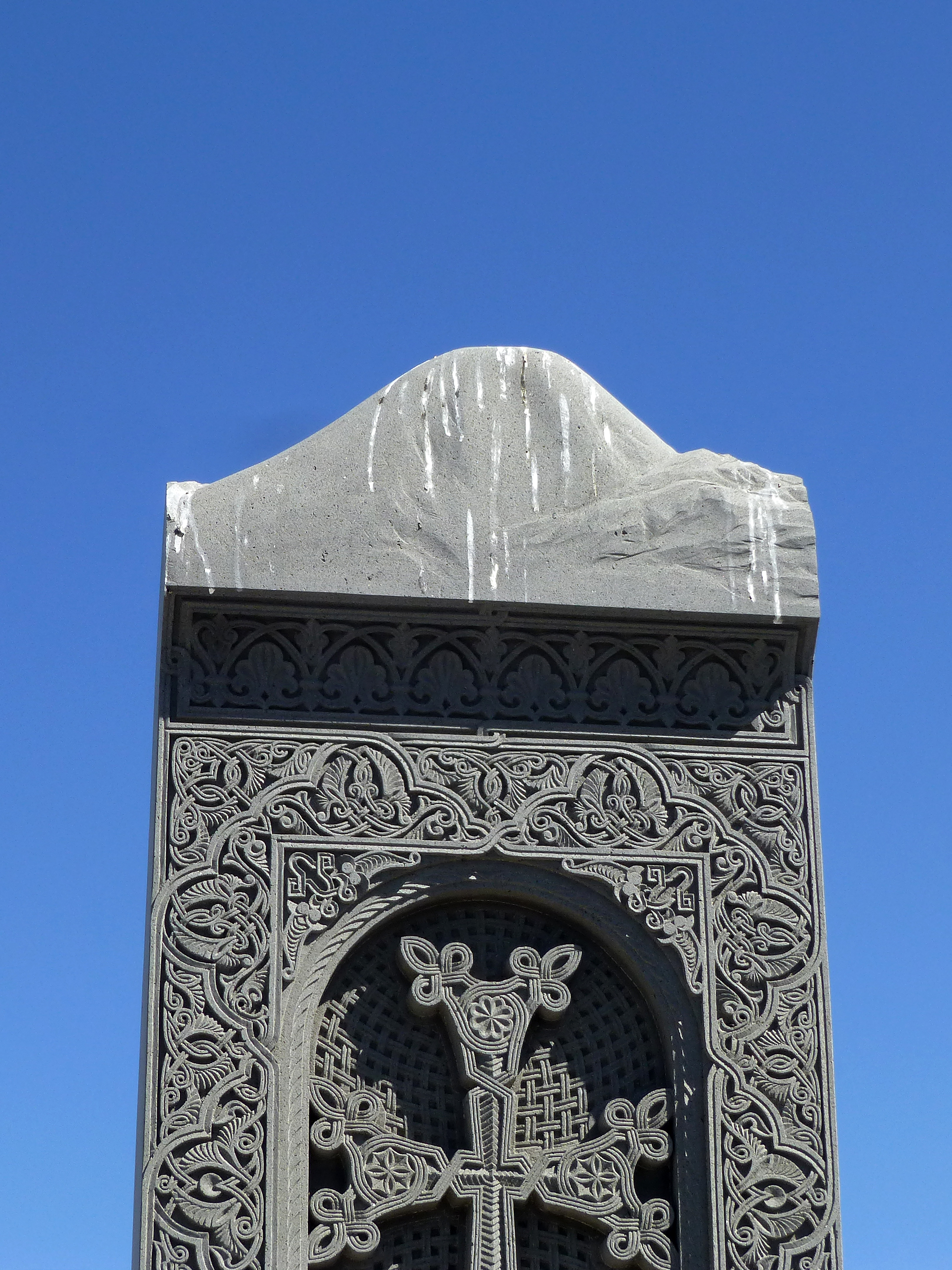
Khatchkar (Armaghan)
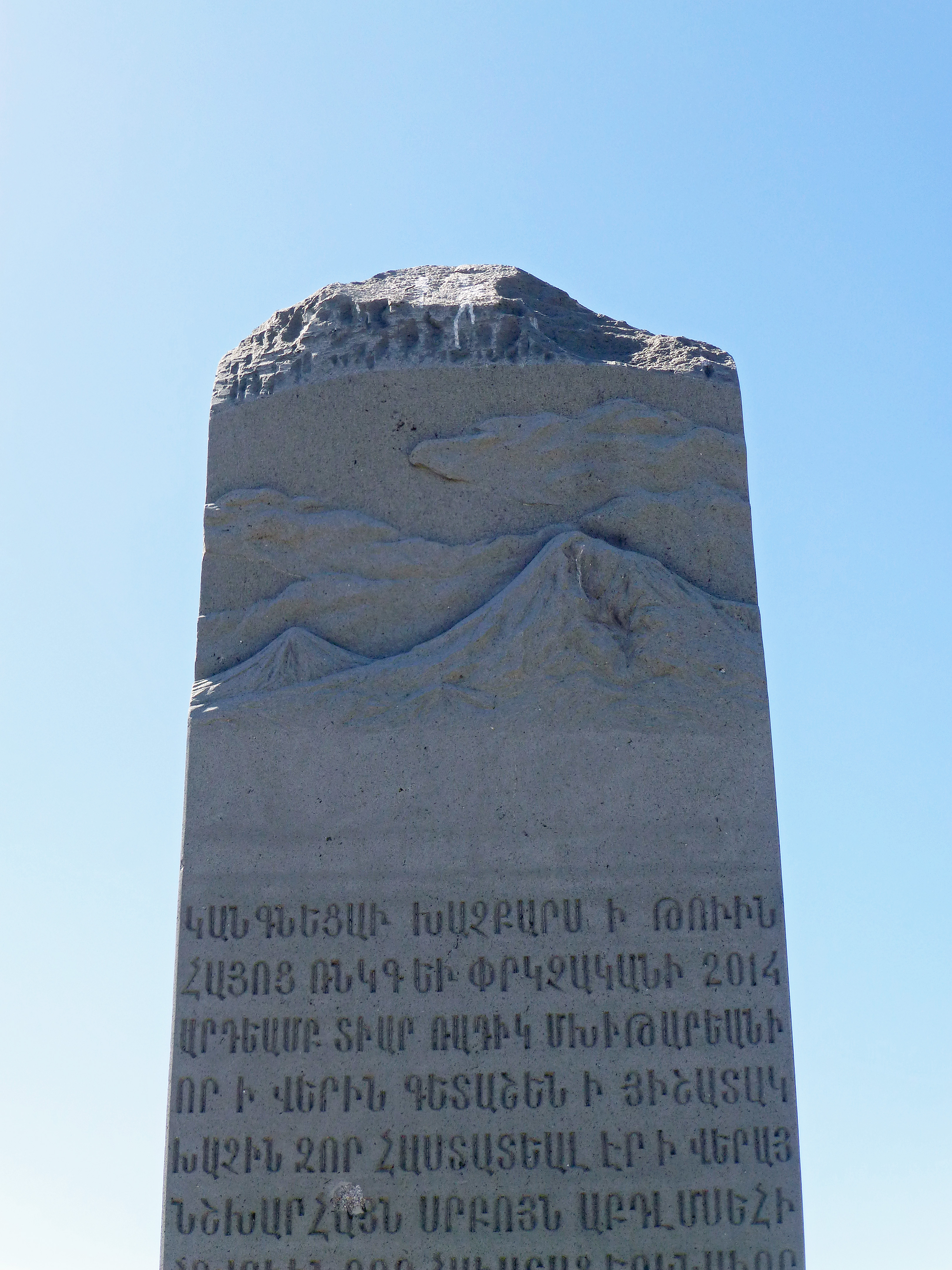
Khatchkar (Ararat)